# Gare de Bassilly
Ne doit pas être confondu avec Gare de Silly.
La gare de Bassily est une ancienne gare ferroviaire belge de la ligne 94, de Hal à Tournai (frontière) située à Bassilly, dans la commune de Silly, en région wallonne dans la province de Hainaut.
Elle est mise en service en 1866 pour les Chemins de fer de l’État belge et ferme en 1985 au profit de la nouvelle gare de Silly sur un tracé nouveau.

## Situation ferroviaire
Jusqu'à sa fermeture en 1985, la gare de Bassilly était établie au point kilométrique (PK) 24,2 de la ligne 94, de Hal à Tournai (frontière), entre les gares disparues de Marcq et Silly sur l'ancien tracé de la ligne 94, remplacé par une section plus rectiligne entre Marcq et Ath en 1985.
Elle constituait également le PK d'origine (0,0) de la Ligne 87, de Bassilly à Tournai via Renaix, sur une section fermée et démantelée en 1960.

## Histoire
La station de Bassilly est mise en service le 16 janvier 1866 par la Compagnie du chemin de fer direct de Bruxelles à Lille et Calais et directement exploitée par l’Administration des chemins de fer de l’État belge (future SNCB). C'est une des stations ouvertes dès l'inauguration de la ligne de Bruxelles à Ath, raccourcissant le trajet vers Tournai et Lille.
Les plans du Chemin de fer de Braine-le-Comte à Courtrai — une concession privée qui se joint aux autres chemins de fer de la Société générale d'exploitation de chemins de fer — sont modifiés vers 1870 pour rejoindre la ligne à Bassilly ; la section vers Braine-le-Comte est retirée du projet au profit d'un passage par Enghien où une ligne donne déjà accès à Braine-le-Comte. Les péripéties et soucis financiers de la SGE retardent de plusieurs années l'ouverture de cette section.
Bassily devient une gare de bifurcation le 1er juillet 1880 lorsque l’État belge ouvre à l'exploitation la section de Bassilly à Lessines de la ligne de la ligne 87. Cette ligne de Bassilly à Tournai via Renaix achevée en 1883 en finalisant les projets de deux compagnies privées — dont celle de Braine-le-Comte à Courtrai — sera surtout utilisée par des trains omnibus et de marchandises vers la Flandre, la ligne 94 constituant un chemin plus direct vers Tournai.
La section de Bassilly à Ollignies (près de Lessines) ferme aux voyageurs le 22 août 1960 et la possibilité d'y faire rouler des trains de marchandises est supprimée simultanément. Le démontage de cette section a lieu en 1972.
Contrairement à la plupart des gares intermédiaires de la ligne 94, Bassilly se maintient l'instauration du plan IC-IR le 3 juin 1984. Cependant, pour électrifier la ligne, la SNCB a déjà décidé de créer un tracé moins sinueux entre Marcq et Ath, comportant une nouvelle gare pour la commune de Silly.

## Patrimoine ferroviaire
Lors de l'ouverture de la ligne, Basilly est dotée d'un bâtiment des recettes du type standard en vigueur à l'époque, dit « à pignons à redents ». Identique aux gares de Saintes et Ghislenghien, également détruites après leur fermeture ; il est pourvu de six travées et d'un grand pignon au centre de chaque façade.
Au fil du temps, ces trois gares ont perdu les pignons et chien-assis de leurs façades longitudinales mais Bassilly conservait la disposition caractéristique en gradins (ou redents) des pignons transversaux.
La gare de Bassilly disparaît lors de la mise en service du nouveau tracé le 29 septembre 1985. Son bâtiment n'existe plus et une salle de sports a été bâtie à l'emplacement des voies à la fin des années 2010.